# Blockhalden des Brockens

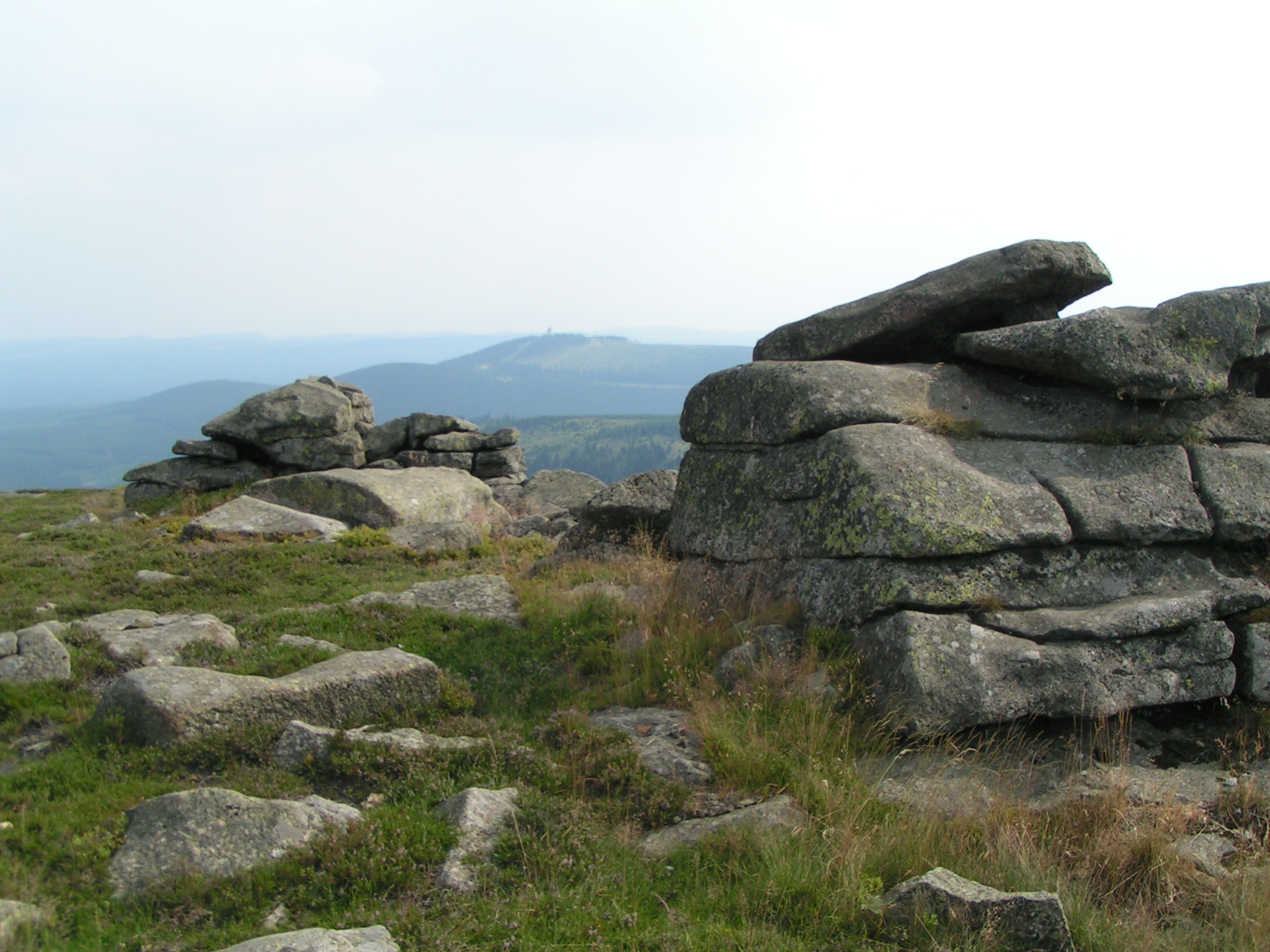
Granitwollsäcke auf dem Brocken

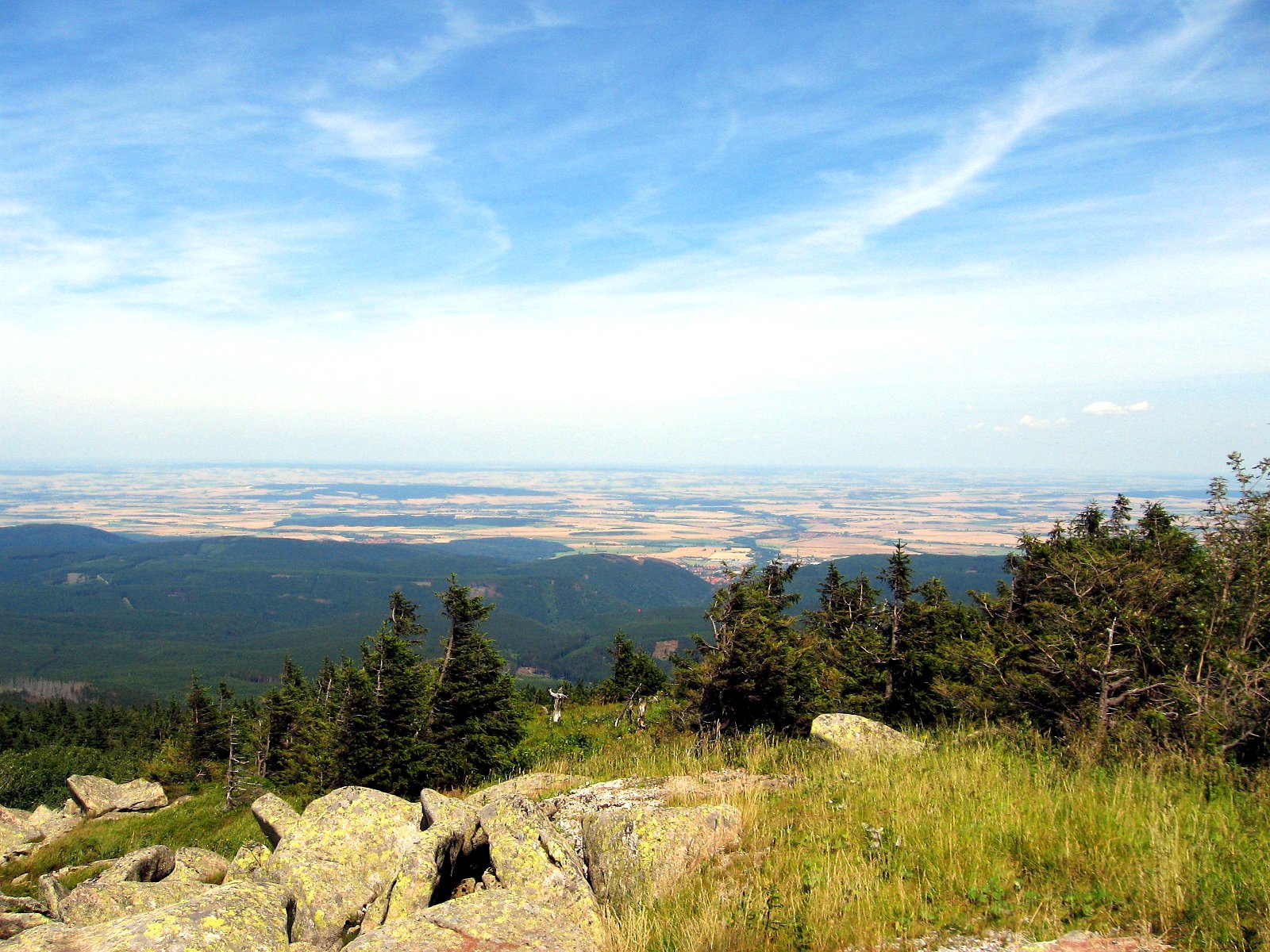
Blick vom Brocken in Richtung Ilsenburg mit einer Blockhalde im Vordergrund

Die Blockhalden des Brockens sind eiszeitliche Verwitterungsbildungen des Brockengranits, die unter periglazialen Klimabedingungen entstanden sind. Die Blockhalden im Bereich des Brockens sind 2006 als Nationaler Geotop ausgezeichnet worden.

## Entstehung der Blockhalden am Brocken
In der Kreide- und Tertiärzeit wurde der Harz im Zuge von gebirgsbildenden Prozessen herausgehoben. Unter den damals vorherrschenden subtropischen Klimabedingungen wurden die Gesteine des Brockenmassivs tiefgründig verwittert und die Granite an der Oberfläche freigelegt. Die Verwitterung ging hauptsächlich von den Trennflächen aus. Die Granite im Bereich des Brockenplutons sind durch ein ausgeprägtes orthogonales Kluftsystem gekennzeichnet. Ergebnis der Verwitterung war die partielle Zersetzung des Brockengranites zu Grus. Im Verlauf der Erdgeschichte wurde der Grus ausgespült und die verbliebenen, kantengerundeten Granitfelsen stürzten teilweise zusammen, während andere Granitklippen als Felsberge, wie z. B. der Ottofels, die Feuersteinklippe oder die Hopfensäcke stehen blieben. Während der eiszeitlichen Sommerperioden taute der Boden oberflächennah auf und rutschte durch die Schwerkraft zusammen mit einzelnen Granitblöcken hangabwärts und bildete am Hang und Hangfuß sogenannte Blockhalden. Harzer Blockhalden, die außerhalb des Verbreitungsgebietes des Brockengranits zu finden sind, sind auf eine andere Genese zurückzuführen. Die Blockhalden aus Hornfels, Harzburger Gabbro oder Eckergneis sind durch Frostsprengung während der letzten Eiszeit entstanden. Im Gegensatz zu den gerundeten Granitblöcken sind die Felsbrocken dieser Blockhalden jedoch eckig ausgebildet.
Die Blockhalden im Bereich des Brocken-Plutons sind mindestens ca. 10.000 Jahre alt.

## Vegetation, Schutzwürdigkeit
Die weitgehend substratlose, wasserarmen Geröllhalden sind durch ein charakteristisches Mikroklima gekennzeichnet. An der Gesteinsoberfläche ist ein trocken-warmes Klima verbreitet, während im Inneren der Halde relativ ausgeglichene Temperaturverhältnisse herrschen. Die Hohlräume in den Halden verfügen überein eigenständiges Luftzirkulationssystem. Während im Sommer die warme Luft am Haldenkopf angesaugt wird und die Tiefe der Halde durchströmt und sich dabei soweit abkühlt, dass sie deutlich kühler am Haldenfuß wieder austritt, zeigen sich im Winter umgekehrte Strömungsverhältnisse, so dass die wärmere Luft aus dem Inneren der Blockhalde in Richtung Haldenkopf aufsteigt.
Infolge der extremen Temperaturbedingungen mit starken Schwankungen können sich nur an diese Bedingungen angepasste Pflanzen- und Tierarten im Bereich der Blockhalden verbreiten – vor allem Flechten, Moose und einige Zwergsträucher. In den Blockhalden sind Eidechsen und Feuersalamander recht häufig anzutreffen. Einige Fledermäuse, wie die Nordfledermaus nutzen die Blockhalden als Tagesquartier.
Die Blockhalden sind aufgrund der seltenen Pflanzen- und Tiergesellschaften hochgradig schützenswerte Lebensräume und dürfen in der Regel nicht betreten werden.